# Пунитаро (Козенца)
Пунитаро је насеље у Италији у округу Козенца, региону Калабрија.
Према процени из 2011. у насељу је живело 70 становника. Насеље се налази на надморској висини од 165 м.